# Liste der Biografien/Preu
Liste der Biografien |
Portal Biografien |
Personensuche
# |
A |
B |
C |
D |
E |
F |
G |
H |
I |
J |
K |
L |
M |
N |
O |
P |
Q |
R |
S |
T |
U |
V |
W |
X |
Y |
Z |
?
 
Pa |
Pc |
Pe |
Pf |
Ph |
Pi |
Pj |
Pk |
Pl |
Pm |
Pn |
Po |
Pr |
Ps |
Pt |
Pu |
Pv |
Pw |
Py
 
Pra |
Prc |
Pre |
Pri |
Prj |
Prk |
Prl |
Pro |
Prp |
Prs |
Prt |
Pru |
Prv |
Pry |
Prz
 
Prea |
Preb |
Prec |
Pred |
Pree |
Pref |
Preg |
Preh |
Prei |
Prej |
Prek |
Prel |
Prem |
Pren |
Preo |
Prep |
Prer |
Pres |
Pret |
Preu |
Prev |
Prew |
Prex |
Prey |
Prez
Die Liste der Biografien führt alle Personen auf, die in der deutschsprachigen Wikipedia einen Artikel haben. Dieses ist eine Teilliste mit 212 Einträgen von Personen, deren Namen mit den Buchstaben „Preu“ beginnt.

## Preu
- Preu, Albert (1868–1944), deutscher Verwaltungsjurist und Kommunalpolitiker
- Preu, David (* 2004), deutscher Fußballspieler
- Preu, Georg Michael (1681–1745), evangelischer Theologe
- Preu, Richard (1837–1910), deutscher Verwaltungsbeamter
- Preu, Ulrich, Reformator in Worms

### Preud
- Preudhomme, Jean, Schweizer Maler
- Preud’homme, Michel (* 1959), belgischer Fußballspieler und -trainerMichel Preud’homme (* 1959)

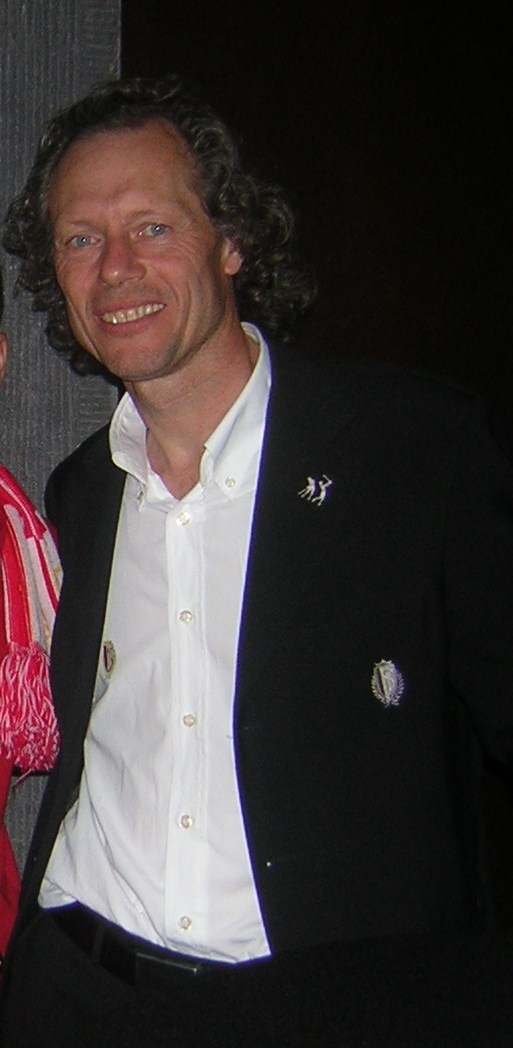
Michel Preud’homme (* 1959)

### Preue
- Preuenhueber, Valentin († 1642), österreichischer Beamter und Geschichtsschreiber

### Preuh
- Preuhs, Ursula (1931–2024), deutsche Politikerin (SPD) und MdHB

### Preui
- Preuilly d’Humières, Raymond Louis de († 1688), französischer Aristokrat und Marineoffizier

### Preul
- Preul, Helmut (1933–2001), deutscher Bürgermeister von Bückeburg
- Preul, Reiner (* 1940), deutscher evangelischer Theologe und Hochschullehrer

### Preun
- Preuner, August (1832–1906), deutscher Klassischer Archäologe
- Preuner, Carl (1859–1928), deutscher Verwaltungsbeamter
- Preuner, Erich (1867–1935), deutscher Epigraphiker, Klassischer Archäologe und Hochschullehrer
- Preuner, Harald (* 1959), österreichischer Unternehmer und Politiker (ÖVP)Harald Preuner (* 1959)

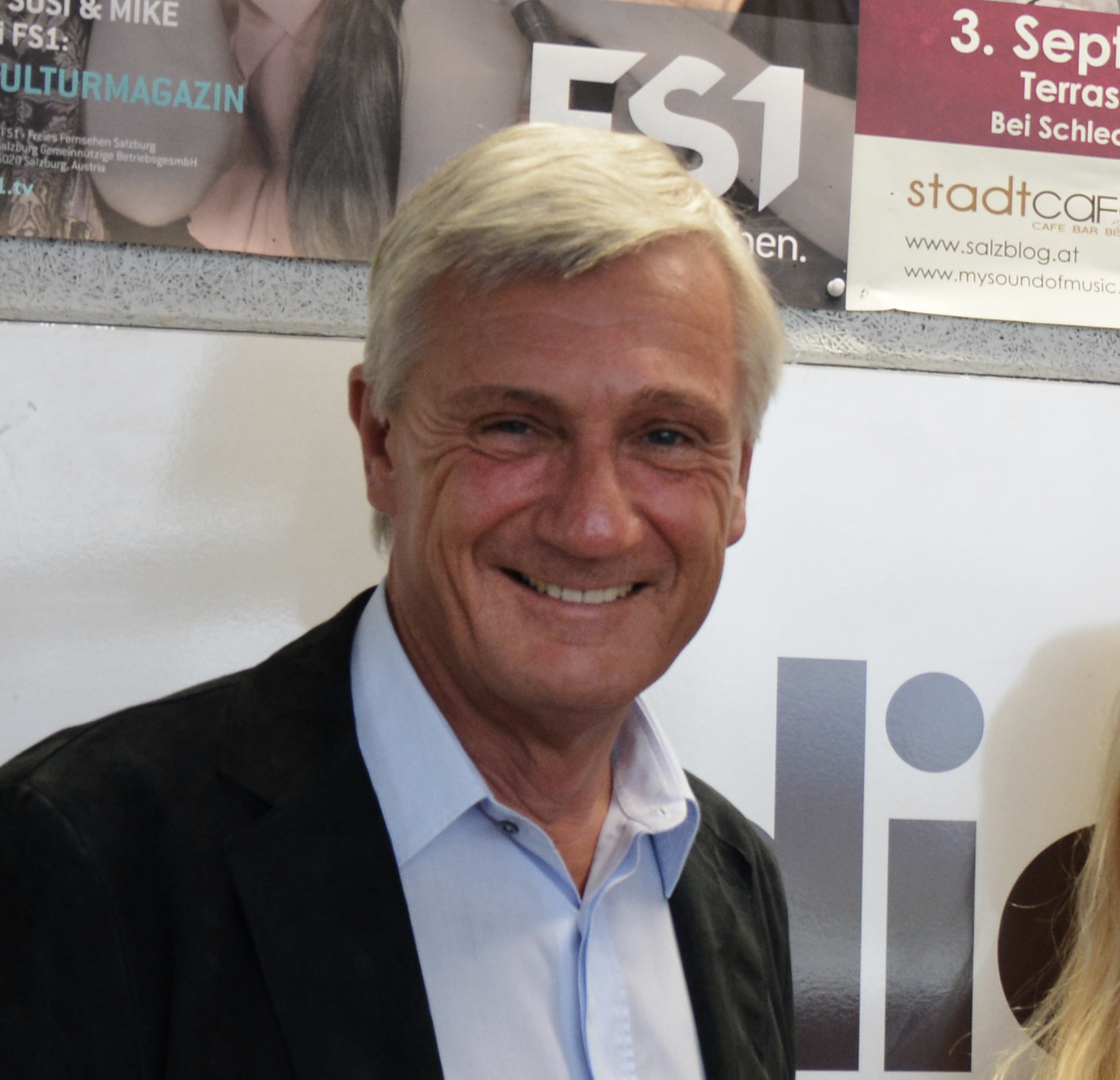
Harald Preuner (* 1959)

### Preus
- Preus, Anne Grete (1957–2019), norwegische Sängerin
- Preus, J. A. O. (1883–1961), US-amerikanischer Politiker
- Preusch, Michael (* 1975), deutscher Arzt, Wissenschaftler und Politiker (CDU)
- Preusche, Gerd (1940–2001), deutscher Schauspieler
- Preuschen von Liebenstein, Franz (1845–1908), deutscher Gynäkologe
- Preuschen von und zu Liebenstein, August von (1766–1846), deutscher Richter
- Preuschen von und zu Liebenstein, Clemens von (1841–1903), k. k. Generalmajor
- Preuschen von und zu Liebenstein, Franz Ludwig von (1804–1887), deutscher Richter und nassauischer Landtagsabgeordneter
- Preuschen von und zu Liebenstein, Georg Ernst Ludwig von (1727–1794), Regierungspräsident zu Dillenburg, Geheimer Rat
- Preuschen von und zu Liebenstein, Georg Ernst Ludwig von (1764–1849), deutscher Richter
- Preuschen von und zu Liebenstein, Ludwig von (1806–1864), deutscher Heraldiker
- Preuschen von und zu Liebenstein, Maximilian von (1818–1897), hessischer Verwaltungsbeamter und Richter
- Preuschen, August Gottlieb (1734–1803), deutscher Theologe, Kartograph und Geologe
- Preuschen, Diethardt von (1935–2016), deutscher Jurist und Ministerialbeamter
- Preuschen, Erwin (1867–1920), deutscher evangelischer Theologe
- Preuschen, Friedrich Wilhelm von (1823–1897), hessischer Verwaltungsbeamter und Richter
- Preuschen, Gerhardt (1908–2004), deutscher Agrarwissenschaftler
- Preuschen, Hermione von (1854–1918), deutsche Malerin und SchriftstellerinHermione von Preuschen (1854–1918)

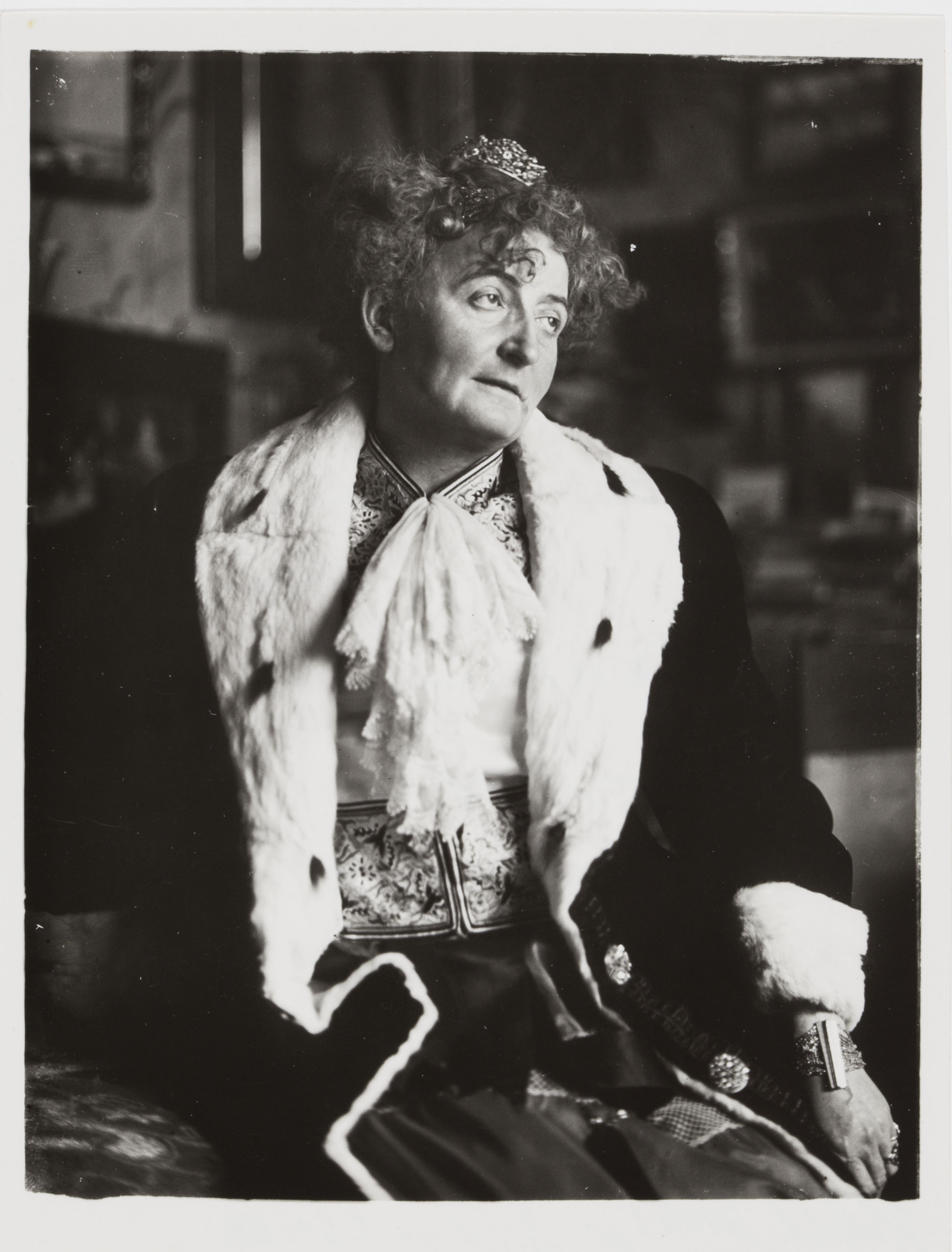
Hermione von Preuschen (1854–1918)

- Preuschen, Karl († 1809), badischer Beamter
- Preuschen, Karl von (1781–1856), großherzoglich hessischer Hofgerichtspräsident
- Preuschen, Karl von (1862–1925), preußischer Generalleutnant
- Preuschen, Ludwig von (1875–1964), deutscher Oberstleutnant, Ritter des Ordens Pour le Mérite
- Preuschen, Maximilian von (1867–1932), preußischer Generalmajor
- Preuschen, Rudolf von (1906–2007), deutscher Landrat
- Preuschl, Raphael (* 1977), österreichischer Jazzmusiker (Kontrabass, E-Bass, Komposition)
- Preuse, Ernst, deutscher Opernsänger (Tenor)
- Preusker, Horst (1913–1976), deutscher Schauspieler und Regisseur
- Preusker, Karl Benjamin (1786–1871), Vorkämpfer der Volksbüchereibewegung, Schriftsteller, Archäologe und Museumspionier in Sachsen
- Preusker, Susanne (1959–2018), deutsche Psychologin und Autorin
- Preusker, Victor-Emanuel (1913–1991), deutscher Politiker (FDP), MdB, MdEP und Bankier
- Preuß, deutscher Fußballspieler
- Preuss Grew, Heidi (* 1970), amerikanische Keramikkünstlerin
- Preuss vom Springenberg, Valentin (1553–1601), deutscher Mediziner
- Preuss von Springenberg, Christoph (1515–1590), deutscher Dichter und Rhetoriker
- Preuß, Albert (1864–1934), deutscher Sportschütze
- Preuß, Alfred (1887–1947), deutscher Politiker (NSDAP), MdR
- Preuß, Andreas (* 1962), deutscher Tischtennisspieler, -trainer und Manager
- Preuß, Anke (* 1992), deutsche Fußballtorhüterin
- Preuß, Anna Hilaria (1873–1948), deutsche Schriftstellerin
- Preuß, Ansgar (* 1996), deutscher Eishockeytorwart
- Preuß, Arnold (* 1951), deutscher Theaterleiter, Schauspieler, Regisseur und Übersetzer
- Preuss, Arthur (1871–1934), deutsch-amerikanischer Journalist, Herausgeber und Übersetzer
- Preuss, Arthur (1878–1944), deutscher Opernsänger (Tenor), Komponist und Gesangspädagoge
- Preuß, August Eduard (1801–1839), deutscher Schulmann und Sachbuchautor
- Preuß, Axel (* 1947), deutscher Fußballspieler
- Preuß, Axel (* 1962), deutscher Dramaturg, Regisseur und Theaterintendant
- Preuß, Carl Wilhelm Louis (1827–1878), erster amtierender Apostel der allgemeinen christlichen apostolischen Mission
- Preuß, Carsten (* 1962), deutscher Politiker, MdL
- Preuß, Christoph (* 1981), deutscher Fußballspieler
- Preuß, Daniela (* 1978), deutsche Schauspielerin
- Preuß, Dietmar (* 1969), deutscher Autor
- Preuß, Eckhard (* 1961), deutscher Schauspieler
- Preuß, Edgar (1930–2018), deutscher Fußballtrainer und -spieler
- Preuß, Eduard (1834–1904), deutscher Theologe und Autor, Publizist in USA
- Preuß, Erich (1940–2014), deutscher Eisenbahner, Journalist und Sachbuchautor
- Preuss, Frank (1930–2021), kolumbianischer Geiger und Musikpädagoge deutscher Herkunft
- Preuß, Franziska (* 1994), deutsche BiathletinFranziska Preuß (* 1994)

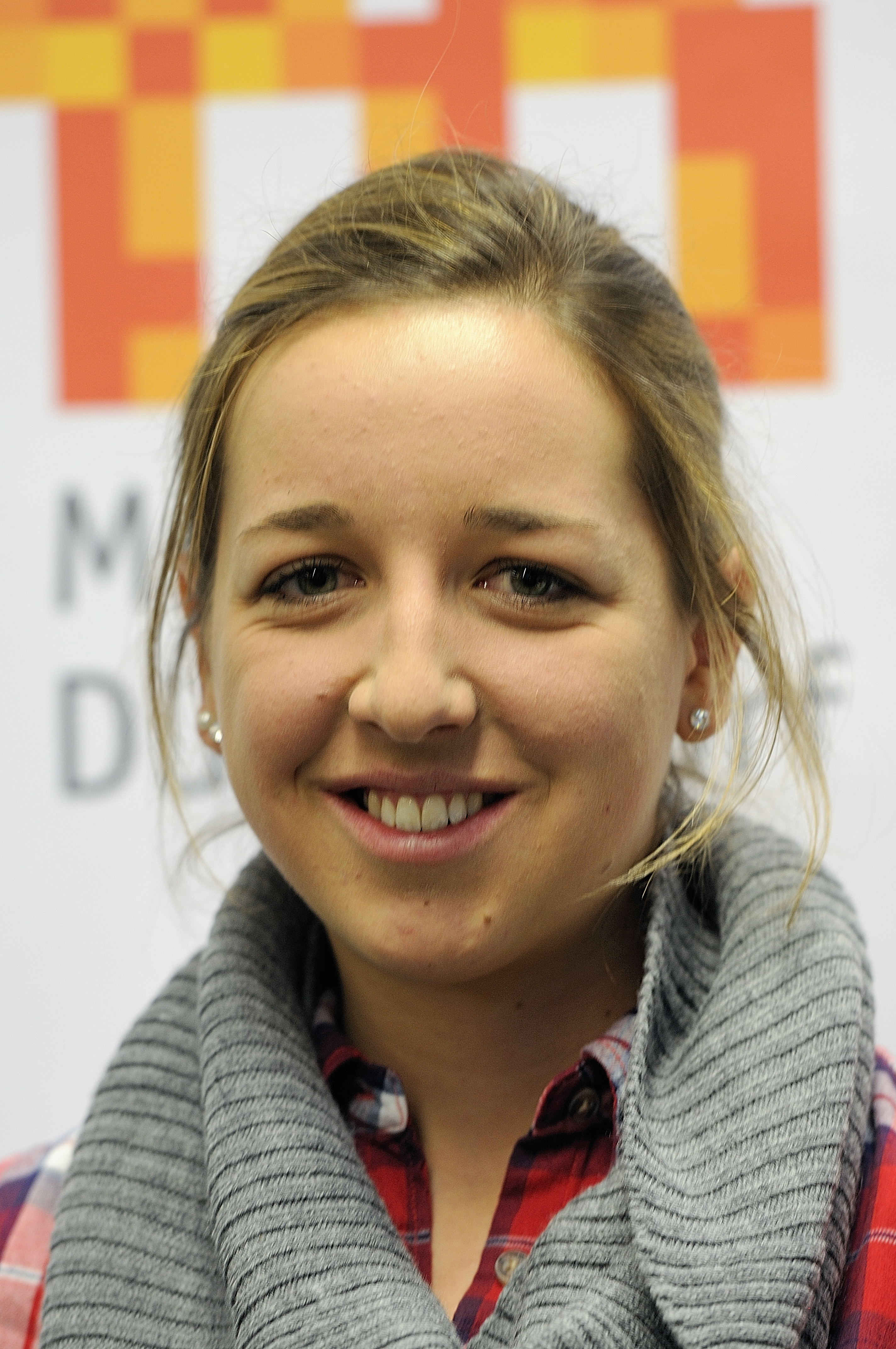
Franziska Preuß (* 1994)

- Preuß, Friedrich (1850–1914), deutscher Pädagoge und Politiker (Zentrum), MdR
- Preuss, Fritz (* 1935), deutscher Chemiker, Hochschullehrer und Politiker (SPD), MdL
- Preuß, Gabriele (* 1954), deutsche Politikerin (SPD), MdEP
- Preuß, Georg (1920–1991), deutscher Hauptsturmführer der Waffen-SS, Kriegsverbrecher und Ritterkreuzträger
- Preuß, Georg Friedrich (1867–1914), deutscher Historiker und Hochschullehrer in München und Breslau
- Preuß, Gerhard (1935–2014), deutscher Grafiker, Grafikdesigner und Hochschuldozent
- Preuß, Gerhard (1940–2011), deutscher Mathematiker
- Preuss, Gottfried Benjamin (1684–1719), schlesischer Mediziner, Stadtphysicus in Breslau, Mitglied der Leopoldina
- Preuß, Günter (1924–2011), deutscher Biologe, Pädagoge und Naturforscher
- Preuß, Günter (1930–1996), deutscher Markscheider und Schnitzer
- Preuß, Günter (* 1936), deutscher Fußballspieler und Trainer
- Preuß, Gunter (1940–2025), deutscher SchriftstellerGunter Preuß (1940–2025)

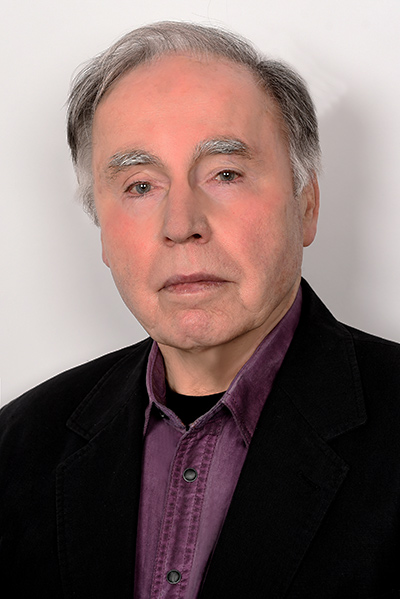
Gunter Preuß (1940–2025)

- Preuß, Hans (1876–1951), deutscher Theologe
- Preuß, Hans-Joachim (* 1955), deutscher Agrarökonom
- Preuß, Harald (* 1968), deutscher Fußballspieler
- Preuss, Heidi (* 1961), US-amerikanische Skirennläuferin
- Preuß, Heinrich (1886–1944), deutscher KPD-Funktionär, Gewerkschafter und Widerstandskämpfer gegen den Nationalsozialismus
- Preuß, Heinz, deutscher Trainer im Wasserspringen
- Preuß, Heinzwerner (1925–2016), deutscher Physiker und Chemiker
- Preuss, Henriette (1826–1902), deutsche Lehrerin und Schriftstellerin
- Preuß, Hilde (1916–1992), deutsche Bühnenbildnerin, Kostümbildnerin, Grafikerin und Malerin
- Preuß, Holger (* 1968), deutscher Sportökonom
- Preuß, Horst Dietrich (1927–1993), deutscher evangelischer Theologe, lutherischer Pfarrer und Hochschullehrer für Altes Testament
- Preuß, Hugo (1860–1925), deutscher Rechtswissenschaftler, Vater der Weimarer VerfassungHugo Preuß (1860–1925)

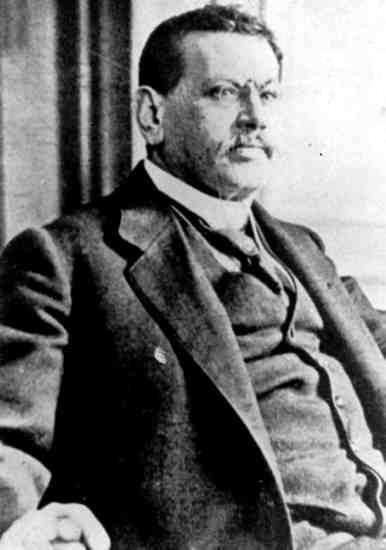
Hugo Preuß (1860–1925)

- Preuß, Ingrid (* 1949), deutsche Schlager- und Chansonsängerin, Laborantin und Teilnehmerin am Eurovision Song Contest
- Preuß, Jacob (1768–1826), nassauischer Politiker
- Preuss, Jakob (* 1975), deutscher Dokumentarfilmer, Filmproduzent und Regisseur
- Preuß, Joachim, deutscher Spion
- Preuß, Joachim (1927–2018), deutscher Prähistoriker
- Preuß, Johann (1620–1696), deutscher sozinianischer Theologe und Prediger
- Preuß, Johann (1722–1798), Orgelbauer
- Preuß, Johann David Erdmann (1785–1868), deutscher Historiker
- Preuss, Johann Heinrich († 1764), Königlich Britischer und kurfürstlich hannoverscher Hof- und Kammermusiker sowie Konzertmeister
- Preuss, Johannes (* 1983), deutscher Filmregisseur und Drehbuchautor
- Preuß, Josefine (* 1986), deutsche Schauspielerin und SynchronsprecherinJosefine Preuß (* 1986)

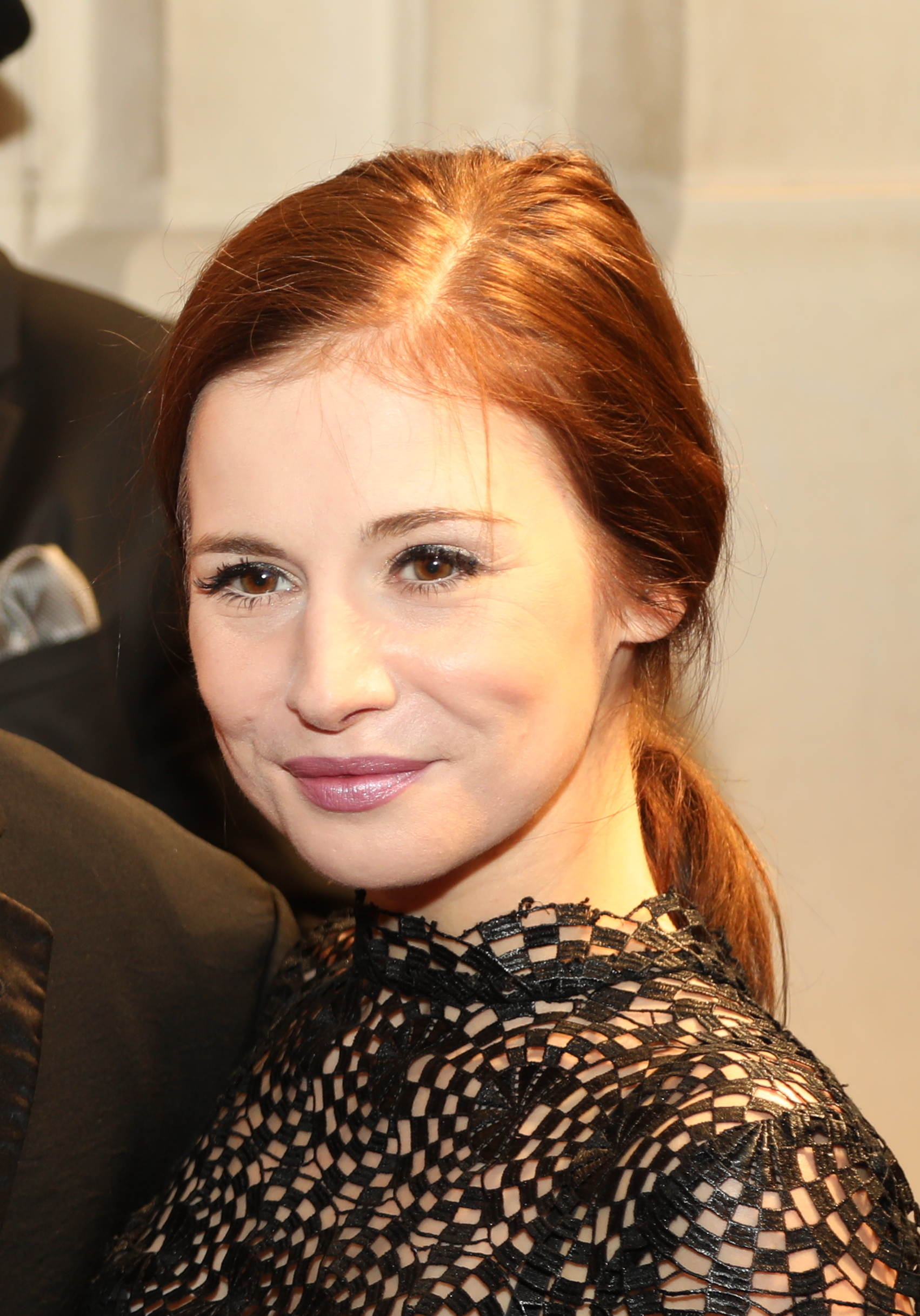
Josefine Preuß (* 1986)

- Preuß, Julius (1885–1954), deutscher Nautiker und Direktor der Seefahrtsschule Bremen
- Preuss, Jürgen (* 1942), deutscher Schriftsteller Autor
- Preuß, Katja (* 1978), deutsche Schauspielerin und Sprecherin
- Preuss, Konrad Theodor (1869–1938), deutscher Ethnologe
- Preuß, Linda (* 1998), deutsche Fußballspielerin
- Preuß, Ludwig Ernst von (* 1724), preußischer Major
- Preuss, Manfred (* 1951), deutscher Politiker (CDU), MdA
- Preuss, Matthias († 2024), deutscher Sportkommentator
- Preuß, Maximilian (1652–1721), Stadtphysicus in Breslau und Mitglied der Leopoldina
- Preuß, Meta (1903–1981), deutsche Politikerin (KPD/SED)
- Preuß, Michael (* 1984), deutscher Fußballspieler
- Preuss, Moritz (* 1995), deutscher Handballspieler
- Preuß, Nicola (* 1966), deutsche Rechtswissenschaftlerin und Hochschullehrerin
- Preuß, Otto (1816–1892), deutscher Justizrat, Bibliothekar und Geschichtsforscher
- Preuß, Otto (1851–1933), deutscher Rechtsanwalt, Justizrat und Landtagsabgeordneter (DNVP)
- Preuss, Otto (1918–1980), deutscher Schauspieler und Synchronsprecher
- Preuß, Paul (1861–1926), deutscher Botaniker und Forschungsreisender
- Preuß, Paul (1886–1913), österreichischer Kletterer, Alpinist und EssayistPaul Preuß (1886–1913)

Paul Preuß (1886–1913)

- Preuss, Paul (1897–1970), deutscher Politiker (SPD), MdL
- Preuss, Paul (* 1942), US-amerikanischer Science-Fiction-Autor
- Preuß, Peter (* 1953), deutscher Politiker (CDU), MdL
- Preuß, Petra (* 1972), deutsche Theater- und Filmschauspielerin, Synchronsprecherin und Sprecherin
- Preuss, Philipp (* 1974), österreichischer Regisseur und Autor
- Preuß, Reiner (1940–2014), deutscher Eisenbahningenieur und Sachbuchautor
- Preuß, Renate (* 1947), deutsche Bibliothekarin und Schriftstellerin
- Preuss, Rita (1924–2016), deutsche Malerin
- Preuß, Ruth (1940–1990), deutsche Badmintonspielerin
- Preuss, Sebastian (* 1990), deutscher Kickboxer und Fernsehdarsteller
- Preuß, Tobias (* 1988), deutscher Wasserballspieler
- Preuß, Ulrich K. (* 1939), deutscher Rechtswissenschaftler
- Preuss, Ulrich W. (* 1967), deutscher Psychiater und Hochschullehrer
- Preuss, Uwe (* 1961), deutscher Schauspieler
- Preuß, Werner (1894–1919), deutscher Offizier der Fliegertruppe mit 22 bestätigte Abschüsse im Ersten Weltkrieg
- Preuß, Wolfgang (* 1949), deutscher Schlager- und Chansonsänger, Großhandelskaufmann und Teilnehmer am Eurovision Song Contest
- Preuß-Boehart, Claudia (* 1951), deutsche Rechtsanwältin und Politikerin (SPD), MdL
- Preuß-Buchholz, Iris (* 1957), deutsche Politikerin (SPD), MdL
- Preuss-Lausitz, Ulf (* 1940), deutscher Erziehungswissenschaftler
- Preusse, August (1908–1942), deutscher Maler und Graphiker
- Preuße, Christian (* 1972), deutscher Fußballspieler
- Preuße, Georg (* 1950), deutscher SchauspielerGeorg Preusse (* 1950)

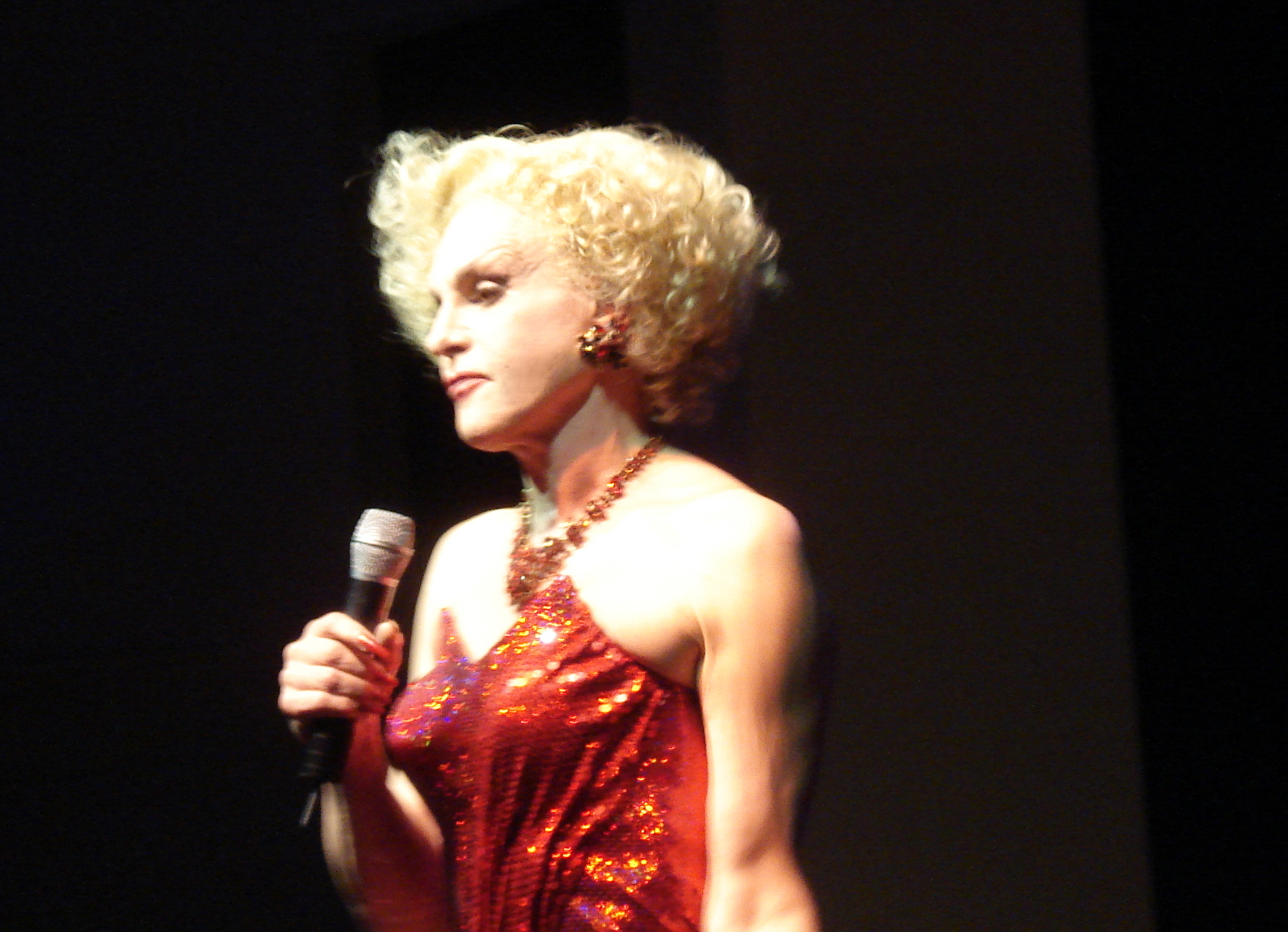
Georg Preusse (* 1950)

- Preuße, Hans (1918–1991), deutscher Grafiker, Maler und Illustrator
- Preuße, Karl-Heinz (1926–2010), deutscher Fußballspieler
- Preuße, Udo (* 1945), deutscher Fußballspieler
- Preußen, Adalbert von (1884–1948), deutscher Prinz und Sohn Kaiser Wilhelms II.
- Preußen, Alexander von (1820–1896), preußischer General der Infanterie
- Preußen, Alexandrine von (1915–1980), deutsche Prinzessin, Mitglied aus dem Hause Hohenzollern
- Preußen, Anna von (1836–1918), Prinzessin von Preußen und Landgräfin von Hessen-Kassel
- Preußen, August Wilhelm von (1887–1949), deutscher Adeliger, Politiker (NSDAP), MdR
- Preußen, Cecilie von (1917–1975), deutsche Adelige, Tochter des deutschen Kronprinzen Wilhelm
- Preußen, Franz Wilhelm von (* 1943), deutscher Unternehmer und Wirtschaftsjurist
- Preußen, Franz-Friedrich von (* 1944), deutscher Unternehmer
- Preußen, Friedrich Karl von (1919–2006), deutscher Adelsnachkomme, Mitglied des ehemaligen preußischen Königshauses
- Preußen, Friedrich Leopold von (1895–1959), deutscher Adeliger und Maler
- Preußen, Friedrich Sigismund von (1891–1927), deutscher Reiter
- Preußen, Friedrich von (1911–1966), deutscher Adliger, Enkel von Kaiser Wilhelm II.
- Preußen, Friedrich Wilhelm Prinz von (1939–2015), deutscher Historiker und Angehöriger des Hauses Hohenzollern
- Preußen, Georg Friedrich Prinz von (* 1976), deutscher Unternehmer, Oberhaupt des Hauses HohenzollernGeorg Friedrich Prinz von Preußen (* 1976)

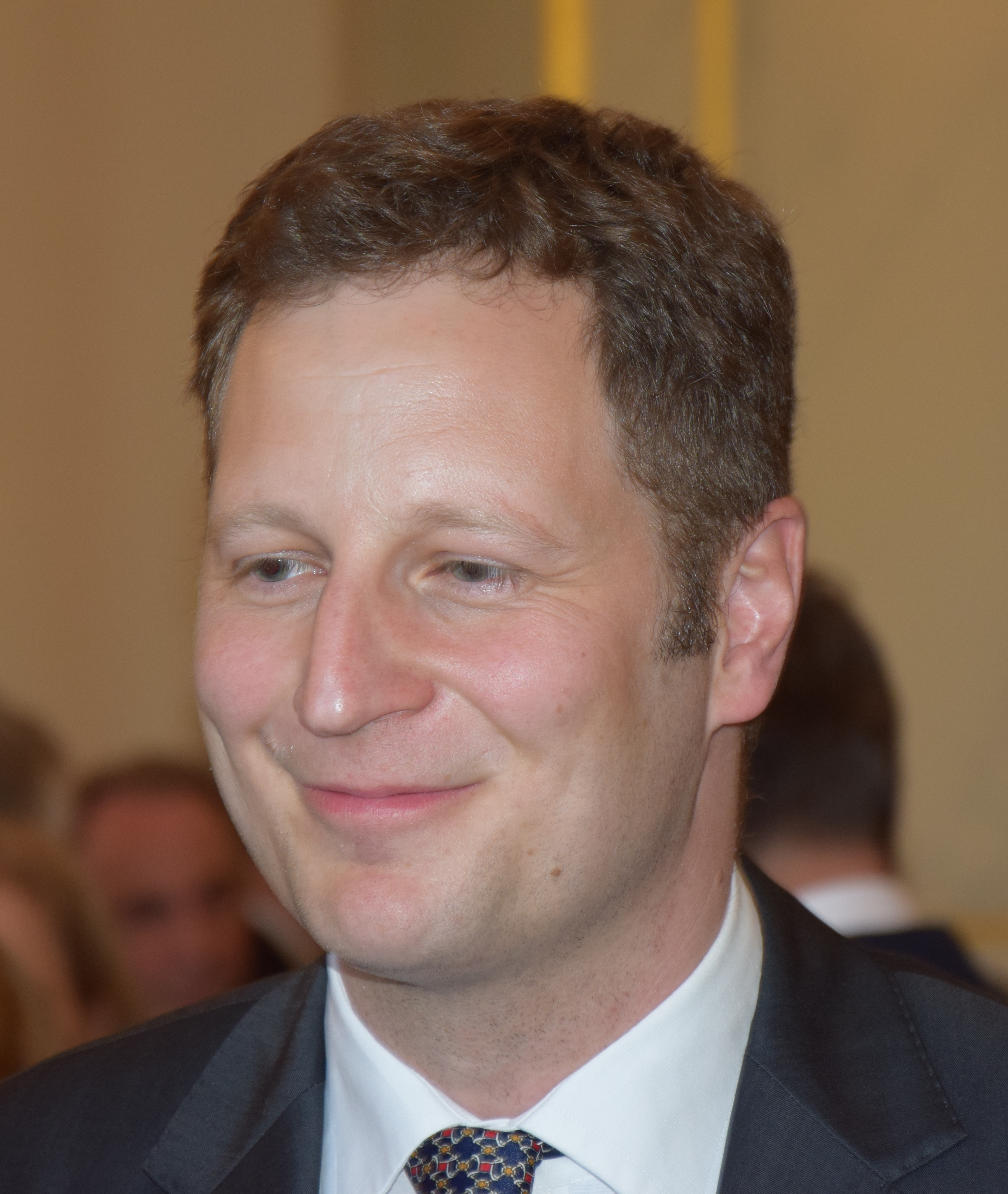
Georg Friedrich Prinz von Preußen (* 1976)

- Preußen, Hubertus von (1909–1950), preußischer Prinz und Enkel Kaiser Wilhelms II.
- Preußen, Kira von (1943–2004), deutsche Kaiser-Urenkelin
- Preußen, Louis Ferdinand Prinz von (1944–1977), deutsches Mitglied des Hauses Hohenzollern
- Preußen, Louis Ferdinand von (1907–1994), preußischer Prinz, Oberhaupt des Hauses Hohenzollern
- Preußen, Margarethe von (1872–1954), deutsche Adlige, durch Heirat Landgräfin von Hessen-Kassel
- Preußen, Michael Prinz von (1940–2014), deutscher Autor und Angehöriger des Hauses Hohenzollern
- Preußen, Oskar Prinz von (* 1959), 37. Herrenmeister des Johanniterordens
- Preußen, Oskar von (1888–1958), preußischer Offizier; Generalmajor der Wehrmacht; Herrenmeister des Johanniterordens
- Preußen, Sibylle Prinzessin von (* 1952), deutsche Künstlerin, dritte Ehefrau von Friedrich Wilhelm Prinz von Preußen
- Preußen, Sigismund von (1896–1978), preußischer Prinz
- Preußen, Viktoria Luise von (1892–1980), deutsche Herzogin von Braunschweig-Lüneburg, Prinzessin von Preußen
- Preußen, Waldemar von (1889–1945), deutscher Offizier und Großgrundbesitzer
- Preußen, Wilhelm Karl Prinz von (1922–2007), deutscher Herrenmeister und Protektor des Johanniterordens
- Preußen, Wilhelm von (1882–1951), Kronprinz des Deutschen Reiches, Chef des Hauses Hohenzollern (1941–1951)Wilhelm von Preußen (1882–1951)

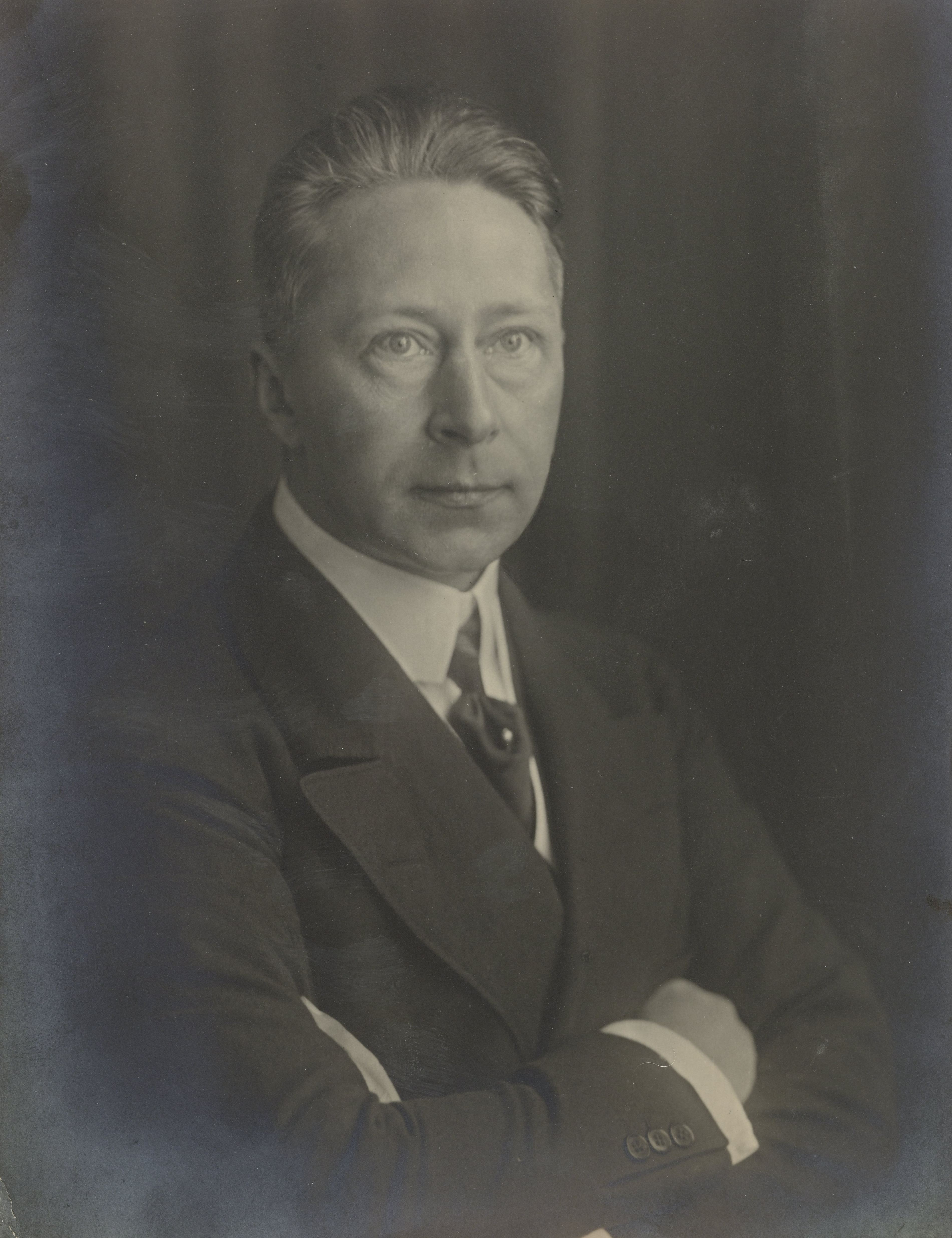
Wilhelm von Preußen (1882–1951)

- Preußen, Wilhelm von (1906–1940), deutscher Adeliger, Prinz von Preußen
- Preußen, Wilhelmine von (1751–1820), preußische Prinzessin und durch Heirat Erbstatthalterin der Niederlande
- Preusser, Alexander Friedrich Wilhelm (1799–1885), schleswig-holsteinischer Oberappellationsgerichtsrat und Politiker
- Preußer, Christian (* 1984), deutscher FußballspielerChristian Preußer (* 1984)

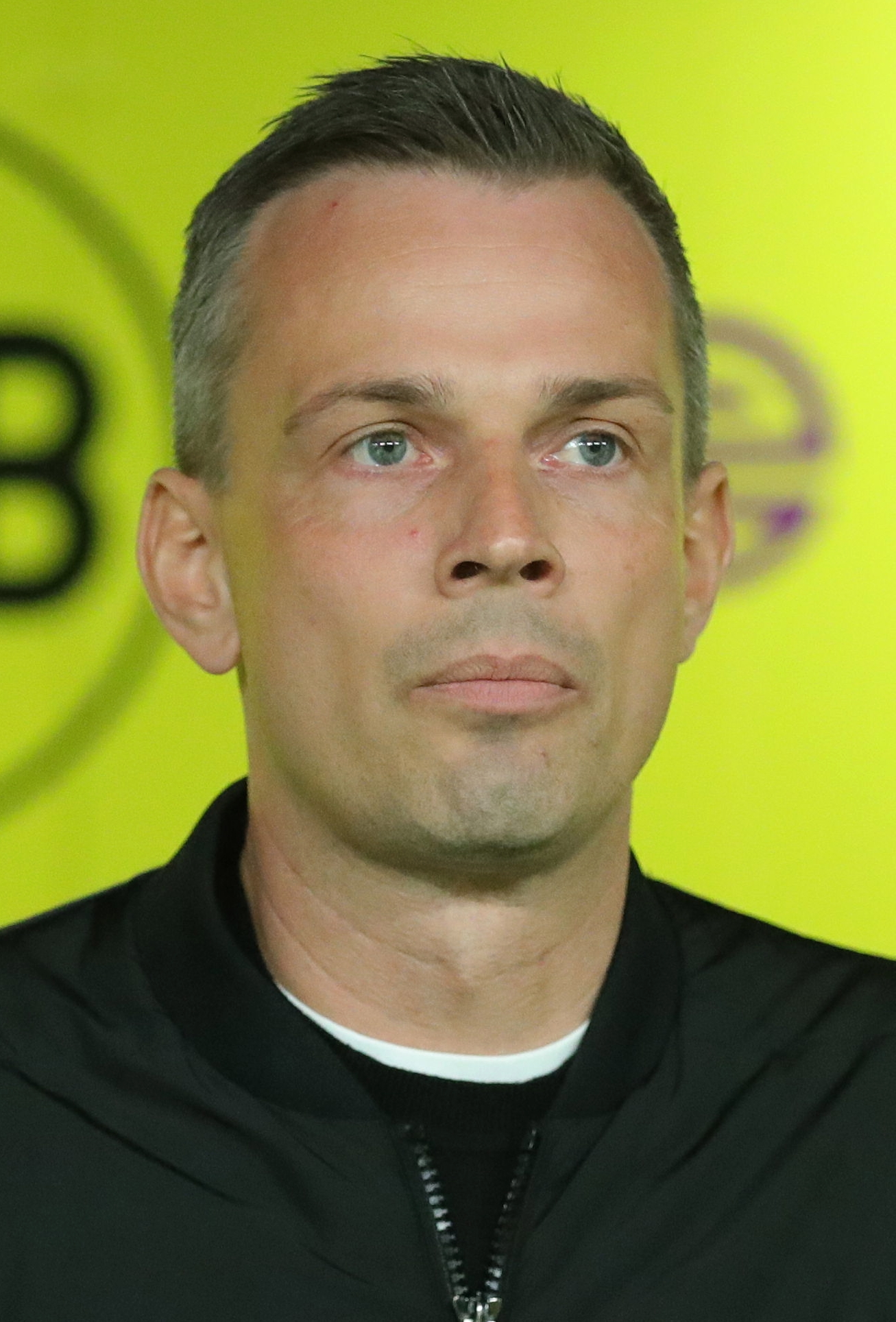
Christian Preußer (* 1984)

- Preußer, Karl von (1783–1853), preußischer Generalmajor
- Preußer, Ludwig Theodor (1822–1849), schleswig-holsteinischer Unteroffizier
- Preusser, Matthias (* 1976), österreichischer Onkologe
- Preusser, Philipp (1792–1864), Bürgermeister und Landtagsabgeordneter
- Preußer, Volkmar (1839–1917), sächsischer Generalmajor
- Preussger, Julia (* 1994), deutsche Skilangläuferin
- Preußger, Manfred (* 1932), deutscher Leichtathlet
- Preußger, Wolfgang (* 1967), deutscher Schauspieler
- Preußing, Ottilia († 1654), Opfer der Hexenprozesse in Bad Homburg
- Preußinger, Hans-Heinrich (* 1951), deutscher Polizist und Präsident des Landeskriminalamts Rheinland-Pfalz
- Preußler, Anne (* 1985), deutsche Biathletin
- Preußler, Babette (* 1968), deutsche Eiskunstläuferin
- Preußler, Josef (1891–1967), deutschsprachiger Lehrer, Heimat- und Volkskundler zunächst österreichischer, dann tschechoslowakischer und schließlich deutscher Staatsangehörigkeit
- Preussler, Kurt (1919–2006), österreichischer Politiker (SPÖ), Abgeordneter zum Nationalrat
- Preußler, Otfried (1923–2013), tschechoslowakischer und deutscher KinderbuchautorOtfried Preußler (1923–2013)

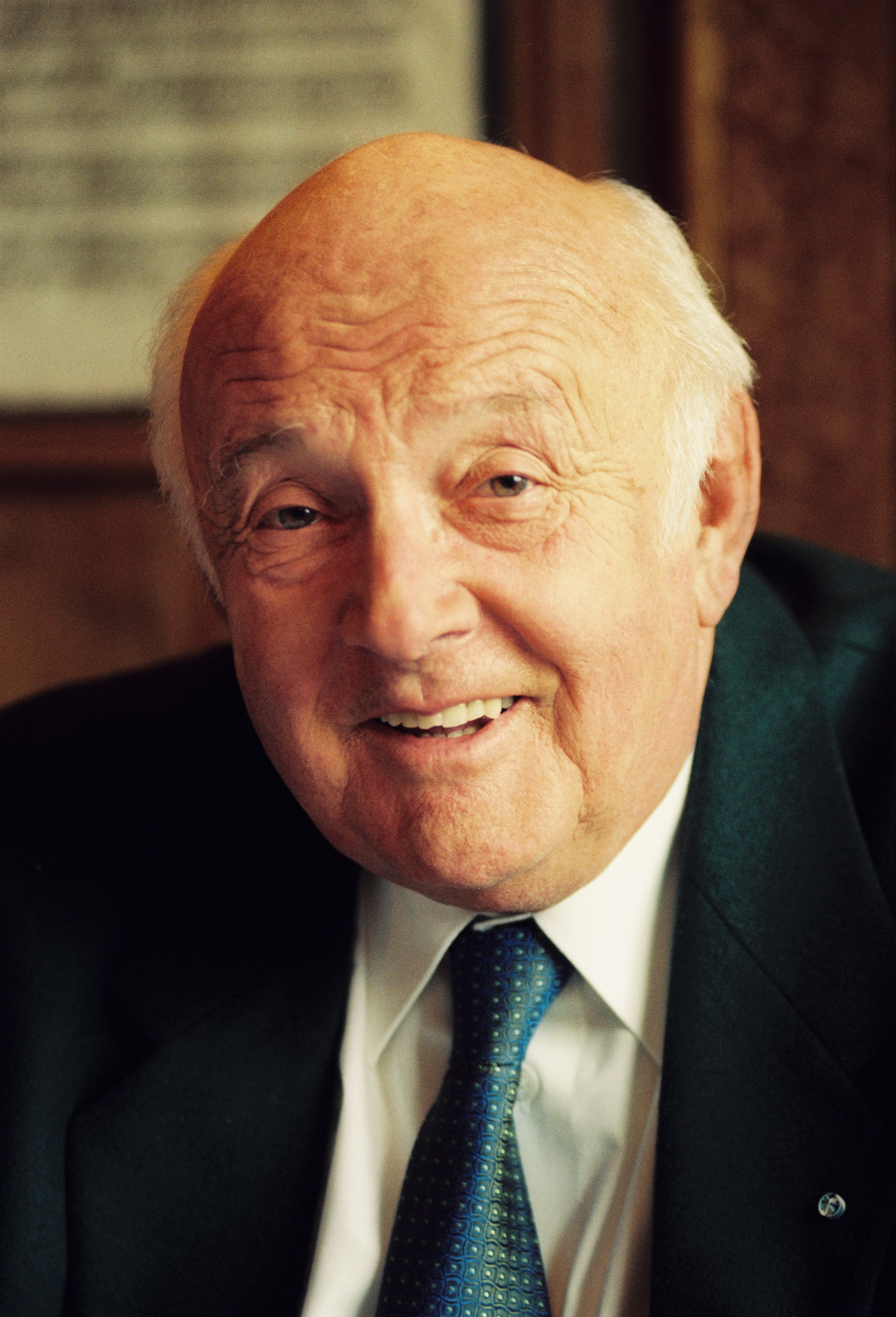
Otfried Preußler (1923–2013)

- Preußler, Robert (1866–1942), österreichischer Schriftsteller, Redakteur und Politiker (SDAP), Landtagsabgeordneter, Abgeordneter zum Nationalrat, Mitglied des Bundesrates
- Preußler, Timo (* 1983), deutscher Kletterer
- Preußner, Alfred (1929–2019), deutscher Politiker (FDP) und Verbandsfunktionär (Friseur)
- Preußner, Anton (* 2005), deutscher Handballspieler
- Preußner, Eberhard (1899–1964), deutscher Musikpädagoge
- Preussner, Else (1876–1954), deutsche Malerin und Illustratorin
- Preussner, Heinz (* 1900), Jurist und deutscher Staatsbeamter
- Preussner, Mathias (* 1949), deutscher Jurist und Baurechtswissenschaftler
- Preußner, Uwe (1950–1969), deutsches Todesopfer an der innerdeutschen Grenze
- Preussner, Waldemar (* 1958), deutsch-polnischer Unternehmer

### Preut
- Preutaeus, Hugo († 1646), deutscher Benediktiner, Abt von Werden und Helmstedt
- Preute, David (* 1996), deutscher Regisseur und Drehbuchautor

### Preux
- Preux, Joseph-François-Xavier de († 1817), Schweizer römisch-katholischer Geistlicher, Bischof von Sitten
- Preux, Pierre-François de (1795–1875), Schweizer Theologe, römisch-katholischer Bischof von Sitten